# Adelbert Lebarbier de Tinan
Pour les autres membres de la famille, voir Le Barbier de Tinan.
Marie Charles Adelbert Le Barbier de Tinan (ou Lebarbier de Tinan, usuellement appelé Adelbert de Tinan), né à Paris le 30 avril 1803, mort à Paris le 18 décembre 1876, est un vice-amiral français.
Il joue un rôle important en 1853 pendant la guerre de Crimée, en permettant le débarquement des troupes et en bloquant les ports grecs. Plus tard, il commande en chef l'escadre d'évolution de la Méditerranée et fait conclure fin 1860 - début 1861 un armistice temporaire entre les troupes piémontaises et le roi François II des Deux-Siciles.

## Biographie

### Jeunesse
Adelbert Le Barbier de Tinan est le fils de Jean-Marie Le Barbier de Tinan (1771-1831), intendant militaire, et de Marguerite de Ris. Il est le petit-fils de Théodose Le Barbier de Tinan (1738-1791). 
Il fait ses études à partir de 9 ans au Lycée impérial (rebaptisé ensuite Louis-le-Grand), puis avec pour précepteur le curé de Montesson, ancien polytechnicien.

### Officier de marine
Adelbert de Tinan entre dans la marine en 1818, en intégrant à 15 ans l'École navale. Il devient aspirant et navigue successivement dans l'océan Indien, dans les mers de Chine, sur les côtes du Portugal, puis aux Antilles. 
Enseigne de vaisseau, il participe en 1823 à l'expédition sur les côtes espagnoles et au blocus maritime de Cadix,. De 1823 à 1826, il prend part à la campagne au Levant. Servant ensuite à la station du Brésil et dans les mers du sud, il est promu lieutenant de vaisseau en octobre 1829. Il commande le Molus de 1831 à 1833, à la Guadeloupe où il est aide de camp du gouverneur. 

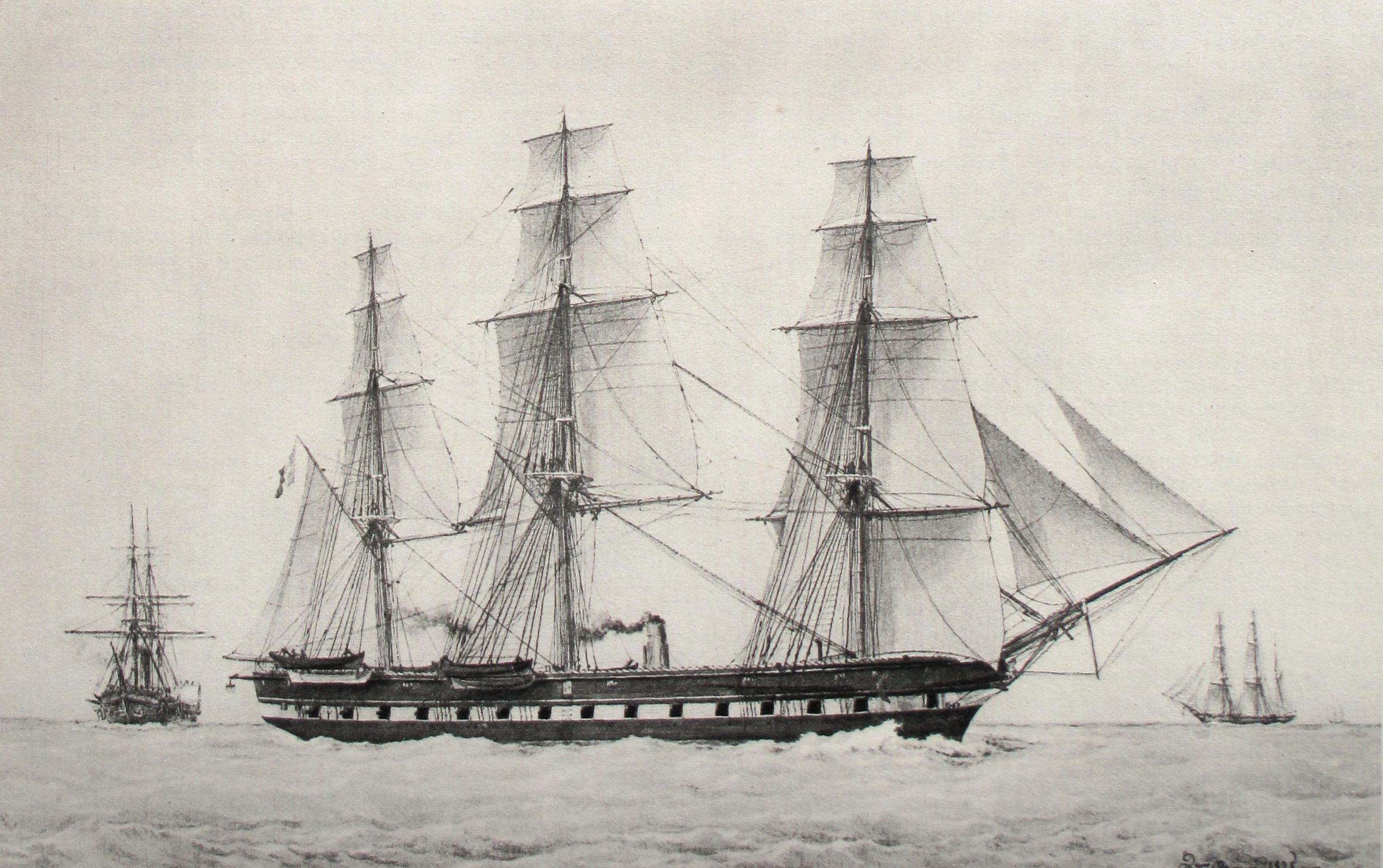
La Pomone, qu'il commande à sa mise en service en 1850.

Capitaine de frégate en avril 1837, il est nommé à la Commission du matériel naval, puis commande l'Isère en 1839 dans l'océan Indien ; il règle un incident diplomatique à l'île Maurice où le pavillon français a été insulté. Il prend en 1840 le commandement du Voltigeur et croise sur les côtes du Portugal et du Maroc. 
Il devient en novembre 1843 capitaine de vaisseau, et commande l'Albatros en Algérie de 1845 à 1846, le Diadème en 1846, puis le Souverain de 1846 à 1848, dans l'escadre de la Méditerranée. En 1850, il fait appareiller la Pomone vers Montevideo au départ de Toulon. Puis il est nommé membre adjoint du Conseil d'Amirauté en 1851.

### Amiral, commandant en chef

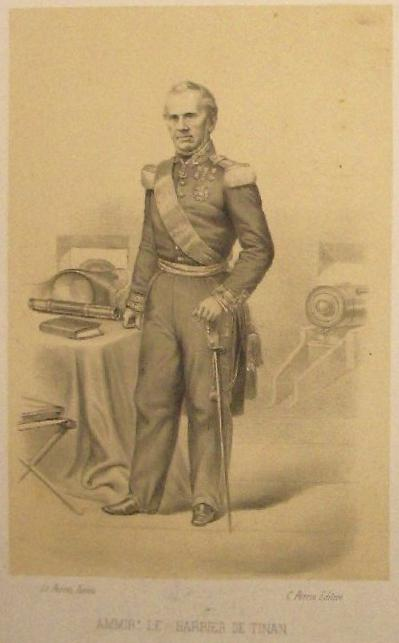
L'amiral Le Barbier de Tinan en 1860, à l'époque de l'affaire d'Italie.

Contre-amiral en 1851, Adelbert Le Barbier de Tinan reçoit en 1853 le commandement en chef de la division navale du Levant, au début de la guerre de Crimée. Il y joue un « rôle important », en permettant le débarquement des troupes à Gallipoli, et en bloquant les ports de la Grèce,.
Adelbert de Tinan est Vice-amiral en 1855. Il commande l'escadre d'évolution de la Méditerranée. En 1860, il est chargé de surveiller les événements d'Italie. À l'issue de l'expédition des Mille dont l'objectif est la conquête du royaume des Deux-Siciles, il est présent avec sa flotte lors de la bataille du Garigliano puis au cours du siège de Gaète par l'armée piémontaise qui signe la chute définitive du royaume. Il fait accepter par le roi François II des Deux-Siciles l'armistice proposé par la France,. La date de cet armistice diverge selon les sources. D'après Cesare Vimercati, l'armistice étant violé le 19 décembre, comprenant qu'il ne peut plus jouer le rôle de médiateur, l'amiral quitte le théâtre des opérations ; selon Ch. de Lahuère, l'armistice est intervenu du 8 au 9 janvier 1861, peu avant le départ de la flotte le 19 janvier selon les ordres reçus. 
L'amiral ramène d'abord la flotte à Marseille et Toulon, puis la conduit sur les côtes de Syrie. Il revient ensuite en France pour siéger au Conseil d'amirauté.

### Décès, postérité
Il meurt le 18 décembre 1876 à Paris,.
Il avait épousé en 1834 Amélie Exelmans, fille du maréchal Exelmans, ils eurent trois enfants, dont :
- Georgina Le Barbier de Tinan (1835-1862), qui épousa Camille Clerc, ingénieur des Ponts et chaussées.
- Berthe Le Barbier de Tinan (1840-1903), qui épousa Georges Pochet, négociant.

## Décorations
- Grand-croix de la Légion d'honneur, 11 août 1865[9],[10].
- Médaille militaire, 1866[10],[11].
- Grand-croix de l'ordre du Saint-Sauveur de Naples[10].
- Officier de l'ordre royal de Charles III d'Espagne[10].
- Ordre du Medjidié, 1838.